# Ліван на літніх Олімпійських іграх 1996
Ліван брав участь у Літніх Олімпійських іграх 1996 року в Атланті (США) удванадцяте за свою історію, але не завоював жодної медалі.